# Carom Cafe International Open 2023
Das Carom Cafe International Open 2023 war ein Karambolageturnier in der Disziplin Dreiband und fand vom 31. Juli bis 6. August in New York, USA statt.

## Turnierkommentar
Der Ägypter Sameh Sidhom gewann in New York seinen ersten großen internationalen Titel. Im Finale setzte er sich knapp gegen den überraschend starken Equadorianer Luis Aveiga mit 30:37 in 30 Aufnahmen durch. Vorher bezwang er im Halbfinale den 12-fachen US-Meister Pedro Piedrabuena mit 40:35 nach 27 Aufnahmen. Für die größte Überraschung sorgte im Halbfinale aber Aveiga. Er eliminierte den amtierenden Weltmeister Tayfun Taşdemir mit 40:38 in 21 Aufnahmen aus dem Turnier.

## Modus
Gesetzte Spieler
- Tayfun Taşdemir
- Sameh Sidhom

## Vorrunde
In der ersten Runde wurde auf 25 Punkte ohne Nachstoß gespielt. Die jeweiligen zwei Gruppenbesten kamen direkt in die Hauptrunde. Es wurde eine Rangliste nach der Vorrunde erstellt. Hier wurden zu den 20 Qualifizierten die nächsten besten 8 Gruppendritten in die Hauptrunde übernommen. Zu diesen 28 Spielern kamen die zwei gesetzten Spieler und über eine Auktion (Jose Delatorre) und Lotterie (Young Ha Choi) wurden zwei weitere Spieler ermittelt. Aus diesen 32 Spielern wurden vier Gruppen mit 8 Akteuren gebildet. Auch diese Gruppen wurden im Round-Robin System gespielt. Die ersten vier jeder Gruppe qualifizieren sich für die K.o.-Runde der letzten 16.
| MP    | Match Punkte (Sieger = 2; Unentschieden = 1; Verlierer = 0) |
| SV    | Satzverhältnis (nur bei Turnieren im Satzsystem)            |
| Pkte. | Erzielte Karambolagen                                       |
| Aufn. | benötigte Aufnahmen                                         |
| GD    | Generaldurchschnitt                                         |
| MGD   | Mannschafts-Generaldurchschnitt                             |
| BED   | Bester Einzeldurchschnitt eines Spielers                    |
| BEMD  | Bester Einzeldurchschnitt einer Mannschaft                  |
| BSD   | Bester Satzdurchschnitt eines Spielers                      |
| HS    | Höchstserie                                                 |
| WRP   | Weltranglistenpunkte                                        |

| Endklassement Gruppe A     | Endklassement Gruppe A | Endklassement Gruppe A | Endklassement Gruppe A | Endklassement Gruppe A | Endklassement Gruppe A | Endklassement Gruppe A | Endklassement Gruppe A |
| Platz                      | Name                   | MP                     | Pkt.                   | Aufn.                  | GD                     | BED                    | HS                     |
| -------------------------- | ---------------------- | ---------------------- | ---------------------- | ---------------------- | ---------------------- | ---------------------- | ---------------------- |
| 1                          | Pedro Piedrabuena      | 12                     | 150                    | 96                     | 1,562                  | 2,500                  | 9                      |
| 2                          | Vicky Pineda           | 8                      | 121                    | 148                    | 0,817                  | 1,087                  | 6                      |
| 3                          | Mark Ahn               | 6                      | 116                    | 169                    | 0,686                  | 1,471                  | 8                      |
| 4                          | Hasan Kosar            | 6                      | 118                    | 225                    | 0,524                  | 0,625                  | 6                      |
| 5                          | Karina Jetten          | 4                      | 115                    | 198                    | 0,581                  | 0,581                  | 5                      |
| 6                          | Juan Uribe             | 4                      | 114                    | 199                    | 0,573                  | 0,862                  | 5                      |
| 7                          | Ronald van Geyt        | 2                      | 111                    | 205                    | 0,541                  | 0,625                  | 5                      |
| Gruppendurchschnitt: 0,681 |                        |                        |                        |                        |                        |                        |                        |

| Endklassement Gruppe B     | Endklassement Gruppe B | Endklassement Gruppe B | Endklassement Gruppe B | Endklassement Gruppe B | Endklassement Gruppe B | Endklassement Gruppe B | Endklassement Gruppe B |
| Platz                      | Name                   | MP                     | Pkt.                   | Aufn.                  | GD                     | BED                    | HS                     |
| -------------------------- | ---------------------- | ---------------------- | ---------------------- | ---------------------- | ---------------------- | ---------------------- | ---------------------- |
| 1                          | Hugo Patino            | 12                     | 150                    | 115                    | 1,304                  | 1,563                  | 8                      |
| 2                          | George Karam           | 10                     | 135                    | 206                    | 0,655                  | 0,862                  | 4                      |
| 3                          | Eduardo Amado          | 8                      | 128                    | 205                    | 0,624                  | 0,806                  | 8                      |
| 4                          | Tony Liberato          | 4                      | 116                    | 291                    | 0,399                  | 0,410                  | 3                      |
| 5                          | Jerry Geist            | 4                      | 114                    | 283                    | 0,403                  | 0,481                  | 4                      |
| 6                          | Girgis Meawad          | 4                      | 97                     | 258                    | 0,376                  | 0,472                  | 3                      |
| 7                          | Thomas Scerbo          | 0                      | 75                     | 270                    | 0,278                  | –                      | 4                      |
| Gruppendurchschnitt: 0,501 |                        |                        |                        |                        |                        |                        |                        |

| Endklassement Gruppe C     | Endklassement Gruppe C | Endklassement Gruppe C | Endklassement Gruppe C | Endklassement Gruppe C | Endklassement Gruppe C | Endklassement Gruppe C | Endklassement Gruppe C |
| Platz                      | Name                   | MP                     | Pkt.                   | Aufn.                  | GD                     | BED                    | HS                     |
| -------------------------- | ---------------------- | ---------------------- | ---------------------- | ---------------------- | ---------------------- | ---------------------- | ---------------------- |
| 1                          | Roland Forthomme       | 12                     | 150                    | 108                    | 1,389                  | 2,273                  | 11                     |
| 2                          | Ricardo Carranco       | 10                     | 143                    | 139                    | 1,029                  | 1,923                  | 7                      |
| 3                          | Rich Vitzhum           | 8                      | 128                    | 187                    | 0,684                  | 0,781                  | 5                      |
| 4                          | Sang Jin Lee           | 6                      | 131                    | 146                    | 0,897                  | 1,087                  | 7                      |
| 5                          | Ira Lee                | 2                      | 99                     | 147                    | 0,673                  | 1,190                  | 6                      |
| 6                          | Oh Son                 | 2                      | 90                     | 151                    | 0,596                  | 0,735                  | 4                      |
| 7                          | Thai Loc               | 2                      | 85                     | 192                    | 0,443                  | 0,641                  | 4                      |
| Gruppendurchschnitt: 0,772 |                        |                        |                        |                        |                        |                        |                        |

| Endklassement Gruppe D     | Endklassement Gruppe D | Endklassement Gruppe D | Endklassement Gruppe D | Endklassement Gruppe D | Endklassement Gruppe D | Endklassement Gruppe D | Endklassement Gruppe D |
| Platz                      | Name                   | MP                     | Pkt.                   | Aufn.                  | GD                     | BED                    | HS                     |
| -------------------------- | ---------------------- | ---------------------- | ---------------------- | ---------------------- | ---------------------- | ---------------------- | ---------------------- |
| 1                          | Quoc Tuan Vo           | 10                     | 146                    | 176                    | 0,830                  | 1,471                  | 9                      |
| 2                          | Kyrollos Meawad        | 10                     | 146                    | 200                    | 0,730                  | 1,042                  | 9                      |
| 3                          | Harry Pena             | 10                     | 135                    | 157                    | 0,860                  | 1,786                  | 5                      |
| 4                          | Young Ha Choi          | 6                      | 118                    | 136                    | 0,868                  | 1,563                  | 5                      |
| 5                          | Kim Bengtsson          | 4                      | 89                     | 187                    | 0,476                  | 0,694                  | 7                      |
| 6                          | Roger Vaassen          | 2                      | 95                     | 238                    | 0,399                  | 0,316                  | 5                      |
| 7                          | Abel Calderone         | 0                      | 81                     | 229                    | 0,354                  | –                      | 4                      |
| Gruppendurchschnitt: 0,612 |                        |                        |                        |                        |                        |                        |                        |

| Endklassement Gruppe E     | Endklassement Gruppe E | Endklassement Gruppe E | Endklassement Gruppe E | Endklassement Gruppe E | Endklassement Gruppe E | Endklassement Gruppe E | Endklassement Gruppe E |
| Platz                      | Name                   | MP                     | Pkt.                   | Aufn.                  | GD                     | BED                    | HS                     |
| -------------------------- | ---------------------- | ---------------------- | ---------------------- | ---------------------- | ---------------------- | ---------------------- | ---------------------- |
| 1                          | Raymon Groot           | 10                     | 145                    | 104                    | 1,394                  | 2,083                  | 11                     |
| 2                          | William Pelaez         | 8                      | 132                    | 172                    | 0,767                  | 1,087                  | 7                      |
| 3                          | Daniel Galindo         | 8                      | 125                    | 173                    | 0,723                  | 0,862                  | 8                      |
| 4                          | Berkay Keskin          | 6                      | 138                    | 166                    | 0,831                  | 0,926                  | 5                      |
| 5                          | Eric Kwon              | 6                      | 114                    | 188                    | 0,606                  | 0,781                  | 6                      |
| 6                          | Robert Raiford         | 2                      | 107                    | 190                    | 0,563                  | 0,610                  | 6                      |
| 7                          | Eric de Busser         | 2                      | 102                    | 195                    | 0,523                  | 0,658                  | 5                      |
| Gruppendurchschnitt: 0,726 |                        |                        |                        |                        |                        |                        |                        |

| Endklassement Gruppe F     | Endklassement Gruppe F | Endklassement Gruppe F | Endklassement Gruppe F | Endklassement Gruppe F | Endklassement Gruppe F | Endklassement Gruppe F | Endklassement Gruppe F |
| Platz                      | Name                   | MP                     | Pkt.                   | Aufn.                  | GD                     | BED                    | HS                     |
| -------------------------- | ---------------------- | ---------------------- | ---------------------- | ---------------------- | ---------------------- | ---------------------- | ---------------------- |
| 1                          | Luis Aveiga            | 10                     | 149                    | 171                    | 0,871                  | 1,087                  | 7                      |
| 2                          | Ali Gulbay             | 10                     | 147                    | 167                    | 0,880                  | 1,136                  | 7                      |
| 3                          | Jim Shovak             | 6                      | 135                    | 218                    | 0,619                  | 0,758                  | 4                      |
| 3                          | Ergun Tuna             | 6                      | 126                    | 179                    | 0,704                  | 0,926                  | 7                      |
| 5                          | Ives Tournier          | 4                      | 121                    | 208                    | 0,582                  | 0,568                  | 8                      |
| 6                          | Alex Lely              | 4                      | 108                    | 230                    | 0,470                  | 0,543                  | 6                      |
| 7                          | Jin W. Park            | 2                      | 114                    | 226                    | 0,504                  | 0,833                  | 4                      |
| Gruppendurchschnitt: 0,643 |                        |                        |                        |                        |                        |                        |                        |

| Endklassement Gruppe G     | Endklassement Gruppe G | Endklassement Gruppe G | Endklassement Gruppe G | Endklassement Gruppe G | Endklassement Gruppe G | Endklassement Gruppe G | Endklassement Gruppe G |
| Platz                      | Name                   | MP                     | Pkt.                   | Aufn.                  | GD                     | BED                    | HS                     |
| -------------------------- | ---------------------- | ---------------------- | ---------------------- | ---------------------- | ---------------------- | ---------------------- | ---------------------- |
| 1                          | Carlos M. Villegas     | 10                     | 141                    | 132                    | 1,068                  | 1,316                  | 6                      |
| 2                          | Seung Kwon Hong        | 10                     | 141                    | 155                    | 0,910                  | 1,042                  | 6                      |
| 3                          | Kang Lee               | 10                     | 141                    | 172                    | 0,820                  | 1,087                  | 7                      |
| 4                          | Jose Delatorre         | 6                      | 127                    | 172                    | 0,738                  | 0,962                  | 5                      |
| 5                          | John Park              | 4                      | 118                    | 158                    | 0,747                  | 1,087                  | 5                      |
| 6                          | Young Jin Kwun         | 2                      | 72                     | 180                    | 0,400                  | 0,463                  | 4                      |
| 7                          | Sylvia Eckel           | 0                      | 72                     | 194                    | 0,371                  | –                      | 6                      |
| Gruppendurchschnitt: 0,698 |                        |                        |                        |                        |                        |                        |                        |

| Endklassement Gruppe H     | Endklassement Gruppe H | Endklassement Gruppe H | Endklassement Gruppe H | Endklassement Gruppe H | Endklassement Gruppe H | Endklassement Gruppe H | Endklassement Gruppe H |
| Platz                      | Name                   | MP                     | Pkt.                   | Aufn.                  | GD                     | BED                    | HS                     |
| -------------------------- | ---------------------- | ---------------------- | ---------------------- | ---------------------- | ---------------------- | ---------------------- | ---------------------- |
| 1                          | Muhammer Rahmet        | 12                     | 150                    | 166                    | 0,904                  | 1,190                  | 6                      |
| 2                          | Edward Gomez           | 8                      | 138                    | 133                    | 1,038                  | 2,273                  | 8                      |
| 3                          | Olegario Gonzales      | 8                      | 123                    | 173                    | 0,711                  | 1,000                  | 6                      |
| 3                          | Amr Saad               | 6                      | 118                    | 158                    | 0,747                  | 1,000                  | 6                      |
| 5                          | Reggy Brouwers         | 6                      | 106                    | 179                    | 0,592                  | 1,389                  | 10                     |
| 6                          | Fikret Gezmez          | 2                      | 103                    | 215                    | 0,479                  | 0,472                  | 5                      |
| 7                          | Raye Raskin            | 0                      | 84                     | 190                    | 0,442                  | –                      | 4                      |
| Gruppendurchschnitt: 0,677 |                        |                        |                        |                        |                        |                        |                        |

| Endklassement Gruppe I     | Endklassement Gruppe I | Endklassement Gruppe I | Endklassement Gruppe I | Endklassement Gruppe I | Endklassement Gruppe I | Endklassement Gruppe I | Endklassement Gruppe I |
| Platz                      | Name                   | MP                     | Pkt.                   | Aufn.                  | GD                     | BED                    | HS                     |
| -------------------------- | ---------------------- | ---------------------- | ---------------------- | ---------------------- | ---------------------- | ---------------------- | ---------------------- |
| 1                          | Huberney Cataño        | 12                     | 150                    | 121                    | 1,240                  | 1,563                  | 6                      |
| 2                          | Tae Kyu Lee            | 10                     | 139                    | 124                    | 1,121                  | 1,389                  | 11                     |
| 3                          | John Guldali           | 8                      | 128                    | 164                    | 0,780                  | 0,893                  | 6                      |
| 4                          | Eric F. Gonzales       | 6                      | 123                    | 180                    | 0,683                  | 0,806                  | 5                      |
| 5                          | Cristian Castaño       | 4                      | 124                    | 202                    | 0,614                  | 0,758                  | 5                      |
| 6                          | Erdogan Akcay          | 2                      | 91                     | 174                    | 0,523                  | 0,758                  | 6                      |
| 7                          | Patrice Lalanne        | 0                      | 67                     | 179                    | 0,374                  | –                      | 4                      |
| Gruppendurchschnitt: 0,719 |                        |                        |                        |                        |                        |                        |                        |

| Endklassement Gruppe J     | Endklassement Gruppe J | Endklassement Gruppe J | Endklassement Gruppe J | Endklassement Gruppe J | Endklassement Gruppe J | Endklassement Gruppe J | Endklassement Gruppe J |
| Platz                      | Name                   | MP                     | Pkt.                   | Aufn.                  | GD                     | BED                    | HS                     |
| -------------------------- | ---------------------- | ---------------------- | ---------------------- | ---------------------- | ---------------------- | ---------------------- | ---------------------- |
| 1                          | Alexander Salazar      | 12                     | 150                    | 136                    | 1,103                  | 1,667                  | 7                      |
| 2                          | Michael Kang           | 10                     | 141                    | 173                    | 0,815                  | 1,087                  | 7                      |
| 3                          | Nokolas Kogelbauer     | 8                      | 137                    | 176                    | 0,778                  | 0,962                  | 9                      |
| 4                          | Young Gull Lee         | 6                      | 120                    | 176                    | 0,682                  | 0,893                  | 5                      |
| 5                          | Joel Switala           | 4                      | 115                    | 188                    | 0,612                  | 0,714                  | 7                      |
| 6                          | Fabio Jaramillo        | 2                      | 111                    | 198                    | 0,561                  | 0,625                  | 5                      |
| 7                          | Robert Tolar           | 0                      | 37                     | 191                    | 0,194                  | –                      | 3                      |
| Gruppendurchschnitt: 0,655 |                        |                        |                        |                        |                        |                        |                        |

## Hauptrunde
Gespielt wird auf 35 Punkte ohne Nachstoß.
| Endklassement Gruppe A     | Endklassement Gruppe A | Endklassement Gruppe A | Endklassement Gruppe A | Endklassement Gruppe A | Endklassement Gruppe A | Endklassement Gruppe A | Endklassement Gruppe A |
| Platz                      | Name                   | MP                     | Pkt.                   | Aufn.                  | GD                     | BED                    | HS                     |
| -------------------------- | ---------------------- | ---------------------- | ---------------------- | ---------------------- | ---------------------- | ---------------------- | ---------------------- |
| 1                          | Muhammer Rahmet        | 14                     | 245                    | 188                    | 1,303                  | 1,944                  | 9                      |
| 2                          | Sameh Sidhom           | 12                     | 231                    | 143                    | 1,615                  | 2,917                  | 16                     |
| 3                          | Luis Aveiga            | 10                     | 219                    | 180                    | 1,216                  | 1,666                  | 13                     |
| 4                          | Harry Pena             | 8                      | 216                    | 204                    | 1,058                  | 1,346                  | 7                      |
| 5                          | Young Ha Choi          | 6                      | 167                    | 193                    | 0,865                  | 1,061                  | 7                      |
| 6                          | Seung Kwon Hong        | 2                      | 176                    | 201                    | 0,875                  | 0,946                  | 6                      |
| 7                          | Michael Kang           | 2                      | 164                    | 206                    | 0,796                  | 0,814                  | 7                      |
| 8                          | Nikolas Kogelbauer     | 2                      | 181                    | 232                    | 0,780                  | 0,972                  | 5                      |
| Gruppendurchschnitt: 1,034 |                        |                        |                        |                        |                        |                        |                        |

| Endklassement Gruppe B     | Endklassement Gruppe B | Endklassement Gruppe B | Endklassement Gruppe B | Endklassement Gruppe B | Endklassement Gruppe B | Endklassement Gruppe B | Endklassement Gruppe B |
| Platz                      | Name                   | MP                     | Pkt.                   | Aufn.                  | GD                     | BED                    | HS                     |
| -------------------------- | ---------------------- | ---------------------- | ---------------------- | ---------------------- | ---------------------- | ---------------------- | ---------------------- |
| 1                          | Tayfun Taşdemir        | 12                     | 231                    | 129                    | 1,790                  | 2,692                  | 14                     |
| 2                          | Ricardo Carranco       | 12                     | 235                    | 186                    | 1,263                  | 1,944                  | 6                      |
| 3                          | Huberney Cataño        | 10                     | 237                    | 162                    | 1,462                  | 1,944                  | 8                      |
| 4                          | Tae Kyu Lee            | 10                     | 220                    | 212                    | 1,037                  | 1,750                  | 7                      |
| 5                          | Kang Lee               | 6                      | 212                    | 192                    | 1,104                  | 1,207                  | 9                      |
| 6                          | Quoc Tuan Vo           | 4                      | 190                    | 219                    | 0,867                  | 0,875                  | 6                      |
| 7                          | Jose Delatorre         | 2                      | 135                    | 198                    | 0,681                  | 0,875                  | 6                      |
| 8                          | John Guldali           | 0                      | 156                    | 241                    | 0,647                  | –                      | 7                      |
| Gruppendurchschnitt: 1,050 |                        |                        |                        |                        |                        |                        |                        |

| Endklassement Gruppe C     | Endklassement Gruppe C | Endklassement Gruppe C | Endklassement Gruppe C | Endklassement Gruppe C | Endklassement Gruppe C | Endklassement Gruppe C | Endklassement Gruppe C |
| Platz                      | Name                   | MP                     | Pkt.                   | Aufn.                  | GD                     | BED                    | HS                     |
| -------------------------- | ---------------------- | ---------------------- | ---------------------- | ---------------------- | ---------------------- | ---------------------- | ---------------------- |
| 1                          | Roland Forthomme       | 12                     | 238                    | 199                    | 1,195                  | 1,591                  | 11                     |
| 2                          | Vicky Pineda           | 12                     | 230                    | 244                    | 0,942                  | 1,094                  | 6                      |
| 3                          | Raymon Groot           | 10                     | 228                    | 221                    | 1,031                  | 1,944                  | 9                      |
| 4                          | Hugo Patino            | 8                      | 212                    | 203                    | 1,044                  | 1,400                  | 7                      |
| 5                          | Kyrollos Meawad        | 8                      | 207                    | 228                    | 0,907                  | 1,458                  | 6                      |
| 6                          | Olegario Gonzales      | 4                      | 164                    | 247                    | 0,663                  | 0,921                  | 7                      |
| 7                          | Eduardo Amado          | 2                      | 167                    | 262                    | 0,637                  | 0,565                  | 6                      |
| 8                          | George Karam           | 0                      | 146                    | 253                    | 0,577                  | –                      | 5                      |
| Gruppendurchschnitt: 0,857 |                        |                        |                        |                        |                        |                        |                        |

| Endklassement Gruppe D     | Endklassement Gruppe D | Endklassement Gruppe D | Endklassement Gruppe D | Endklassement Gruppe D | Endklassement Gruppe D | Endklassement Gruppe D | Endklassement Gruppe D |
| Platz                      | Name                   | MP                     | Pkt.                   | Aufn.                  | GD                     | BED                    | HS                     |
| -------------------------- | ---------------------- | ---------------------- | ---------------------- | ---------------------- | ---------------------- | ---------------------- | ---------------------- |
| 1                          | Pedro Piedrabuena      | 14                     | 245                    | 172                    | 1,424                  | 1,842                  | 9                      |
| 2                          | Alexander Salazar      | 10                     | 230                    | 200                    | 1,150                  | 2,692                  | 10                     |
| 3                          | Carlos M. Villegas     | 10                     | 224                    | 198                    | 1,131                  | 1,591                  | 9                      |
| 4                          | Daniel Galindo         | 8                      | 209                    | 226                    | 0,924                  | 1,400                  | 7                      |
| 5                          | Ali Gulbay             | 6                      | 180                    | 237                    | 0,759                  | 1,167                  | 8                      |
| 6                          | William Pelaez         | 4                      | 169                    | 199                    | 0,849                  | 1,029                  | 5                      |
| 7                          | Edward Gomez           | 4                      | 188                    | 233                    | 0,806                  | 1,000                  | 7                      |
| 8                          | Rich Vitzhum           | 0                      | 107                    | 235                    | 0,455                  | –                      | 6                      |
| Gruppendurchschnitt: 0,913 |                        |                        |                        |                        |                        |                        |                        |

## Finalrunde
|  | Achtelfinale 40 Points | Achtelfinale 40 Points | Achtelfinale 40 Points | Achtelfinale 40 Points | Achtelfinale 40 Points | Achtelfinale 40 Points |                   |                   | Viertelfinale 40 Points | Viertelfinale 40 Points | Viertelfinale 40 Points | Viertelfinale 40 Points | Viertelfinale 40 Points | Viertelfinale 40 Points |       |       | Halbfinale 40 Points | Halbfinale 40 Points | Halbfinale 40 Points | Halbfinale 40 Points | Halbfinale 40 Points | Halbfinale 40 Points |  |  | Finale 40 Points | Finale 40 Points | Finale 40 Points | Finale 40 Points | Finale 40 Points | Finale 40 Points |
|  |                        |                        |                        |                        |                        |                        |                   |                   |                         |                         |                         |                         |                         |                         |       |       |                      |                      |                      |                      |                      |                      |  |  |                  |                  |                  |                  |                  |                  |
|  |                        | Pkt.                   | Aufn.                  | ED                     | HS                     | MP                     |                   |                   |                         |                         |                         |                         |                         |                         |       |       |                      |                      |                      |                      |                      |                      |  |  |                  |                  |                  |                  |                  |                  |
|  |                        | Pkt.                   | Aufn.                  | ED                     | HS                     | MP                     |                   |                   |                         |                         |                         |                         |                         |                         |       |       |                      |                      |                      |                      |                      |                      |  |  |                  |                  |                  |                  |                  |                  |
|  | Pedro Piedrabuena      | 2                      | 40                     | 21                     | 1,905                  | 9                      |                   |                   |                         |                         |                         |                         |                         |                         |       |       |                      |                      |                      |                      |                      |                      |  |  |                  |                  |                  |                  |                  |                  |
|  | Pedro Piedrabuena      | 2                      | 40                     | 21                     | 1,905                  | 9                      |                   | Pkt.              | Aufn.                   | ED                      | HS                      | MP                      |                         |                         |       |       |                      |                      |                      |                      |                      |                      |  |  |                  |                  |                  |                  |                  |                  |
|  | Daniel Galindo         | 0                      | 20                     | 21                     | 0,952                  | 5                      |                   | Pkt.              | Aufn.                   | ED                      | HS                      | MP                      |                         |                         |       |       |                      |                      |                      |                      |                      |                      |  |  |                  |                  |                  |                  |                  |                  |
|  | Daniel Galindo         | 0                      | 20                     | 21                     | 0,952                  | 5                      | Pedro Piedrabuena | 40                | 40                      | 11                      | 3,636                   | 7                       |                         |                         |       |       |                      |                      |                      |                      |                      |                      |  |  |                  |                  |                  |                  |                  |                  |
|  |                        | Pkt.                   | Aufn.                  | ED                     | HS                     | MP                     | Pedro Piedrabuena | 40                | 40                      | 11                      | 3,636                   | 7                       |                         |                         |       |       |                      |                      |                      |                      |                      |                      |  |  |                  |                  |                  |                  |                  |                  |
|  |                        | Pkt.                   | Aufn.                  | ED                     | HS                     | MP                     |                   | Alexander Salazar | 0                       | 14                      | 10                      | 1,400                   | 5                       |                         |       |       |                      |                      |                      |                      |                      |                      |  |  |                  |                  |                  |                  |                  |                  |
|  | Huberney Cataño        | 0                      | 13                     | 19                     | 0,684                  | 2                      |                   | Alexander Salazar | 0                       | 14                      | 10                      | 1,400                   | 5                       |                         |       |       |                      |                      |                      |                      |                      |                      |  |  |                  |                  |                  |                  |                  |                  |
|  | Huberney Cataño        | 0                      | 13                     | 19                     | 0,684                  | 2                      |                   |                   |                         |                         |                         |                         |                         | Pkt.                    | Aufn. | ED    | HS                   | MP                   |                      |                      |                      |                      |  |  |                  |                  |                  |                  |                  |                  |
|  | Alexander Salazar      | 2                      | 40                     | 19                     | 2,105                  | 6                      |                   |                   |                         |                         |                         |                         |                         | Pkt.                    | Aufn. | ED    | HS                   | MP                   |                      |                      |                      |                      |  |  |                  |                  |                  |                  |                  |                  |
|  | Alexander Salazar      | 2                      | 40                     | 19                     | 2,105                  | 6                      | Pedro Piedrabuena | 0                 | 35                      | 26                      | 1,346                   | 8                       |                         |                         |       |       |                      |                      |                      |                      |                      |                      |  |  |                  |                  |                  |                  |                  |                  |
|  |                        | Pkt.                   | Aufn.                  | ED                     | HS                     | MP                     | Pedro Piedrabuena | 0                 | 35                      | 26                      | 1,346                   | 8                       |                         |                         |       |       |                      |                      |                      |                      |                      |                      |  |  |                  |                  |                  |                  |                  |                  |
|  |                        | Pkt.                   | Aufn.                  | ED                     | HS                     | MP                     |                   | Sameh Sidhom      | 2                       | 40                      | 27                      | 1,481                   | 6                       |                         |       |       |                      |                      |                      |                      |                      |                      |  |  |                  |                  |                  |                  |                  |                  |
|  | Sameh Sidhom           | 2                      | 40                     | 34                     | 1,176                  | 4                      |                   | Sameh Sidhom      | 2                       | 40                      | 27                      | 1,481                   | 6                       |                         |       |       |                      |                      |                      |                      |                      |                      |  |  |                  |                  |                  |                  |                  |                  |
|  | Sameh Sidhom           | 2                      | 40                     | 34                     | 1,176                  | 4                      |                   | Pkt.              | Aufn.                   | ED                      | HS                      | MP                      |                         |                         |       |       |                      |                      |                      |                      |                      |                      |  |  |                  |                  |                  |                  |                  |                  |
|  | Raymon Groot           | 0                      | 35                     | 34                     | 1,029                  | 6                      |                   | Pkt.              | Aufn.                   | ED                      | HS                      | MP                      |                         |                         |       |       |                      |                      |                      |                      |                      |                      |  |  |                  |                  |                  |                  |                  |                  |
|  | Raymon Groot           | 0                      | 35                     | 34                     | 1,029                  | 6                      | Sameh Sidhom      | 2                 | 40                      | 23                      | 1,739                   | 9                       |                         |                         |       |       |                      |                      |                      |                      |                      |                      |  |  |                  |                  |                  |                  |                  |                  |
|  |                        | Pkt.                   | Aufn.                  | ED                     | HS                     | MP                     | Sameh Sidhom      | 2                 | 40                      | 23                      | 1,739                   | 9                       |                         |                         |       |       |                      |                      |                      |                      |                      |                      |  |  |                  |                  |                  |                  |                  |                  |
|  |                        | Pkt.                   | Aufn.                  | ED                     | HS                     | MP                     |                   | Tae Kyu Lee       | 0                       | 13                      | 22                      | 0,591                   | 3                       |                         |       |       |                      |                      |                      |                      |                      |                      |  |  |                  |                  |                  |                  |                  |                  |
|  | Tae Kyu Lee            | 2                      | 40                     | 21                     | 1,905                  | 8                      |                   | Tae Kyu Lee       | 0                       | 13                      | 22                      | 0,591                   | 3                       |                         |       |       |                      |                      |                      |                      |                      |                      |  |  |                  |                  |                  |                  |                  |                  |
|  | Tae Kyu Lee            | 2                      | 40                     | 21                     | 1,905                  | 8                      |                   |                   |                         |                         |                         |                         |                         |                         | Pkt.  | Aufn. | ED                   | HS                   | MP                   |                      |                      |                      |  |  |                  |                  |                  |                  |                  |                  |
|  | Roland Forthomme       | 0                      | 24                     | 21                     | 1,143                  | 11                     |                   |                   |                         |                         |                         |                         |                         |                         | Pkt.  | Aufn. | ED                   | HS                   | MP                   |                      |                      |                      |  |  |                  |                  |                  |                  |                  |                  |
|  | Roland Forthomme       | 0                      | 24                     | 21                     | 1,143                  | 11                     | Sameh Sidhom      | 2                 | 40                      | 30                      | 1,333                   | 6                       |                         |                         |       |       |                      |                      |                      |                      |                      |                      |  |  |                  |                  |                  |                  |                  |                  |
|  |                        | Pkt.                   | Aufn.                  | ED                     | HS                     | MP                     | Sameh Sidhom      | 2                 | 40                      | 30                      | 1,333                   | 6                       |                         |                         |       |       |                      |                      |                      |                      |                      |                      |  |  |                  |                  |                  |                  |                  |                  |
|  |                        | Pkt.                   | Aufn.                  | ED                     | HS                     | MP                     |                   | Luis Aveiga       | 0                       | 37                      | 30                      | 1,233                   | 6                       |                         |       |       |                      |                      |                      |                      |                      |                      |  |  |                  |                  |                  |                  |                  |                  |
|  | Tayfun Taşdemir        | 2                      | 40                     | 27                     | 481                    | 7                      |                   | Luis Aveiga       | 0                       | 37                      | 30                      | 1,233                   | 6                       |                         |       |       |                      |                      |                      |                      |                      |                      |  |  |                  |                  |                  |                  |                  |                  |
|  | Tayfun Taşdemir        | 2                      | 40                     | 27                     | 481                    | 7                      |                   | Pkt.              | Aufn.                   | ED                      | HS                      | MP                      |                         |                         |       |       |                      |                      |                      |                      |                      |                      |  |  |                  |                  |                  |                  |                  |                  |
|  | Harry Pena             | 0                      | 26                     | 27                     | 0,963                  | 7                      |                   | Pkt.              | Aufn.                   | ED                      | HS                      | MP                      |                         |                         |       |       |                      |                      |                      |                      |                      |                      |  |  |                  |                  |                  |                  |                  |                  |
|  | Harry Pena             | 0                      | 26                     | 27                     | 0,963                  | 7                      | Tayfun Taşdemir   | 2                 | 40                      | 20                      | 2,000                   | 6                       |                         |                         |       |       |                      |                      |                      |                      |                      |                      |  |  |                  |                  |                  |                  |                  |                  |
|  |                        | Pkt.                   | Aufn.                  | ED                     | HS                     | MP                     | Tayfun Taşdemir   | 2                 | 40                      | 20                      | 2,000                   | 6                       |                         |                         |       |       |                      |                      |                      |                      |                      |                      |  |  |                  |                  |                  |                  |                  |                  |
|  |                        | Pkt.                   | Aufn.                  | ED                     | HS                     | MP                     |                   | Ricardo Carranco  | 0                       | 12                      | 20                      | 0,600                   | 5                       |                         |       |       |                      |                      |                      |                      |                      |                      |  |  |                  |                  |                  |                  |                  |                  |
|  | Carlos Mario Villegas  | 0                      | 14                     | 27                     | 0,708                  | 3                      |                   | Ricardo Carranco  | 0                       | 12                      | 20                      | 0,600                   | 5                       |                         |       |       |                      |                      |                      |                      |                      |                      |  |  |                  |                  |                  |                  |                  |                  |
|  | Carlos Mario Villegas  | 0                      | 14                     | 27                     | 0,708                  | 3                      |                   |                   |                         |                         |                         |                         |                         | Pkt.                    | Aufn. | ED    | HS                   | MP                   |                      |                      |                      |                      |  |  |                  |                  |                  |                  |                  |                  |
|  | Ricardo Carranco       | 2                      | 40                     | 25                     | 1,600                  | 7                      |                   |                   |                         |                         |                         |                         |                         | Pkt.                    | Aufn. | ED    | HS                   | MP                   |                      |                      |                      |                      |  |  |                  |                  |                  |                  |                  |                  |
|  | Ricardo Carranco       | 2                      | 40                     | 25                     | 1,600                  | 7                      | Tayfun Taşdemir   | 0                 | 38                      | 20                      | 1,900                   | 9                       |                         |                         |       |       |                      |                      |                      |                      |                      |                      |  |  |                  |                  |                  |                  |                  |                  |
|  |                        | Pkt.                   | Aufn.                  | ED                     | HS                     | MP                     | Tayfun Taşdemir   | 0                 | 38                      | 20                      | 1,900                   | 9                       |                         |                         |       |       |                      |                      |                      |                      |                      |                      |  |  |                  |                  |                  |                  |                  |                  |
|  |                        | Pkt.                   | Aufn.                  | ED                     | HS                     | MP                     |                   | Luis Aveiga       | 2                       | 40                      | 21                      | 1,905                   | 6                       |                         |       |       |                      |                      |                      |                      |                      |                      |  |  |                  |                  |                  |                  |                  |                  |
|  | Vicky Pineda           | 0                      | 37                     | 30                     | 1,233                  | 4                      |                   | Luis Aveiga       | 2                       | 40                      | 21                      | 1,905                   | 6                       |                         |       |       |                      |                      |                      |                      |                      |                      |  |  |                  |                  |                  |                  |                  |                  |
|  | Vicky Pineda           | 0                      | 37                     | 30                     | 1,233                  | 4                      |                   | Pkt.              | Aufn.                   | ED                      | HS                      | MP                      |                         |                         |       |       |                      |                      |                      |                      |                      |                      |  |  |                  |                  |                  |                  |                  |                  |
|  | Luis Aveiga            | 2                      | 40                     | 31                     | 1,290                  | 8                      |                   | Pkt.              | Aufn.                   | ED                      | HS                      | MP                      |                         |                         |       |       |                      |                      |                      |                      |                      |                      |  |  |                  |                  |                  |                  |                  |                  |
|  | Luis Aveiga            | 2                      | 40                     | 31                     | 1,290                  | 8                      | Luis Aveiga       | 2                 | 40                      | 23                      | 1,739                   | 7                       |                         |                         |       |       |                      |                      |                      |                      |                      |                      |  |  |                  |                  |                  |                  |                  |                  |
|  |                        | Pkt.                   | Aufn.                  | ED                     | HS                     | MP                     | Luis Aveiga       | 2                 | 40                      | 23                      | 1,739                   | 7                       |                         |                         |       |       |                      |                      |                      |                      |                      |                      |  |  |                  |                  |                  |                  |                  |                  |
|  |                        | Pkt.                   | Aufn.                  | ED                     | HS                     | MP                     |                   | Hugo Patino       | 0                       | 30                      | 22                      | 1,364                   | 7                       |                         |       |       |                      |                      |                      |                      |                      |                      |  |  |                  |                  |                  |                  |                  |                  |
|  | Hugo Patino            | 2                      | 40                     | 25                     | 1,600                  | 9                      |                   | Hugo Patino       | 0                       | 30                      | 22                      | 1,364                   | 7                       |                         |       |       |                      |                      |                      |                      |                      |                      |  |  |                  |                  |                  |                  |                  |                  |
|  | Hugo Patino            | 2                      | 40                     | 25                     | 1,600                  | 9                      |                   |                   |                         |                         |                         |                         |                         |                         |       |       |                      |                      |                      |                      |                      |                      |  |  |                  |                  |                  |                  |                  |                  |
|  | Muhammer Rahmet        | 0                      | 25                     | 24                     | 1,042                  | 5                      |                   |                   |                         |                         |                         |                         |                         |                         |       |       |                      |                      |                      |                      |                      |                      |  |  |                  |                  |                  |                  |                  |                  |
|  | Muhammer Rahmet        | 0                      | 25                     | 24                     | 1,042                  | 5                      |                   |                   |                         |                         |                         |                         |                         |                         |       |       |                      |                      |                      |                      |                      |                      |  |  |                  |                  |                  |                  |                  |                  |

## Abschlusstabelle
| MP    | Match Punkte (Sieger = 2; Unentschieden = 1; Verlierer = 0) |
| SV    | Satzverhältnis (nur bei Turnieren im Satzsystem)            |
| Pkte. | Erzielte Karambolagen                                       |
| Aufn. | benötigte Aufnahmen                                         |
| GD    | Generaldurchschnitt                                         |
| MGD   | Mannschafts-Generaldurchschnitt                             |
| BED   | Bester Einzeldurchschnitt eines Spielers                    |
| BEMD  | Bester Einzeldurchschnitt einer Mannschaft                  |
| BSD   | Bester Satzdurchschnitt eines Spielers                      |
| HS    | Höchstserie                                                 |
| WRP   | Weltranglistenpunkte                                        |

Aus Gründen der Übersichtlichkeit werden hier nur die Plätze der Finalrunde dargestellt.
| Endklassement   | Endklassement | Endklassement         | Endklassement | Endklassement | Endklassement | Endklassement | Endklassement | Endklassement |
| Phase           | Platz         | Name                  | MP            | Pkt.          | Aufn.         | GD            | BED           | HS            |
| --------------- | ------------- | --------------------- | ------------- | ------------- | ------------- | ------------- | ------------- | ------------- |
| Finale          | 1             | Sameh Sidhom          | 18            | 390           | 257           | 1,518         | 2,914         | 16            |
| Finale          | 2             | Luis Aveiga           | 16            | 376           | 285           | 1,319         | 1,905         | 13            |
| Halb- finale    | 3             | Tayfun Taşdemir       | 16            | 349           | 196           | 1,781         | 2,692         | 14            |
| Halb- finale    | 3             | Pedro Piedrabuena     | 18            | 360           | 230           | 1,565         | 3,636         | 9             |
| Viertel- finale | 5             | Ricardo Carranco      | 14            | 287           | 230           | 1,242         | 1,944         | 7             |
| Viertel- finale | 6             | Alexander Salazar     | 12            | 284           | 229           | 1,240         | 2,692         | 10            |
| Viertel- finale | 7             | Hugo Patino           | 10            | 282           | 250           | 1,128         | 1,600         | 9             |
| Viertel- finale | 8             | Tae Kyu Lee           | 12            | 273           | 255           | 1,071         | 1,905         | 8             |
| Achtel- finale  | 9             | Huberney Cataño       | 10            | 250           | 181           | 1,381         | 1,944         | 8             |
| Achtel- finale  | 10            | Muhammer Rahmet       | 14            | 270           | 212           | 1,274         | 1,944         | 9             |
| Achtel- finale  | 11            | Roland Forthomme      | 12            | 262           | 220           | 1,191         | 1,591         | 11            |
| Achtel- finale  | 12            | Carlos Mario Villegas | 10            | 241           | 222           | 1,086         | 1,591         | 9             |
| Achtel- finale  | 13            | Harry Peña            | 8             | 242           | 231           | 1,048         | 1,346         | 7             |
| Achtel- finale  | 14            | Raymon Groot          | 10            | 263           | 255           | 1,031         | 1,944         | 9             |
| Achtel- finale  | 15            | Vicky Pineda          | 12            | 267           | 274           | 0,974         | 1,094         | 6             |
| Achtel- finale  | 16            | Daniel Galindo        | 8             | 229           | 247           | 0,927         | 1,400         | 7             |